# ATC-kod D11: Övriga dermatologiska medel, inkl medicinska schampon
ATC-kod D11: Övriga dermatologiska medel, inkl medicinska schampon är en del av klassificeringssystemet ATC (Anatomical Therapeutic Chemical Classification System) för läkemedel och vissa andra medicinska produkter. ATC utvecklas av WHO och består av alfanumeriska koder indelade i grupper utifrån anatomi, medicinsk funktion och läkemedelstyp på 5 olika kodnivåer. Denna sida utgör innehållet i en specifik grupp på nivå 2.

## D11A Övrigadermatologiskamedel, inklusive medicinskaschampon

### D11AA Antitranspirationsmedel
Inga undergrupper.

### D11AC Medicinskaschampon
D11AC01 Cetrimon
D11AC02 Kadmiumföreningar
D11AC03 Selensulfid
D11AC06 Providon-jodid
D11AC08 Svavelkombinationer
D11AC09 Xenysalat
D11AC30 Övrigt

### D11AEAnabola steroider
D11AE01 Metandienon

### D11AFVårtmedel
Inga undergrupper.

### D11AX Övrigadermatologiskamedel
D11AX01 Minoxidil
D11AX02 Gamolensyra
D11AX03 Kalciumglukonat
D11AX04 Litiumsuccinat
D11AX05 Magnesiumsulfat
D11AX06 Mequinol
D11AX08 Tiratricol
D11AX09 Oxaceprol
D11AX10 Finasterid
D11AX11 Hydroquinon
D11AX12 Pyritionzink
D11AX13 Monobenson
D11AX14 Takrolimus
D11AX15 Pimekrolimus
D11AX16 Eflornitin
D11AX17 Kromoglicinsyra
D11AX18 Diklofenak
D11AX52 Gamolensyra, kombinationer
D11AX57 Kollagen, kombinationer

### Engelska
- WHO Collaborating Centre for Drug Statistics Methodology - ATC Index
- WHO Collaborating Centre for Drug Statistics Methodology - ATCvet Index

### Svenska
- SIL online
- FASS.se - ATC
- FASS.se - Veterinär-ATC
- Sök läkemedelsfakta - Läkemedelsverket
- Socialstyrelsen : Klassifikationer
- Nationellt produktregister för läkemedel - NPL